# NGC 549
NGC 549 este o galaxie spirală situată în constelația Sculptorul. A fost descoperită în 29 noiembrie 1837 de către John Herschel.